# Nakamurella alba
Nakamurella alba es una bacteria grampositiva del género Nakamurella. Fue descrita en el año 2023. Su etimología hace referencia a blanca. Es aerobia e inmóvil. Tiene un tamaño de 0,5-0,7 μm de ancho por 1-1,7 μm de largo. Catalasa positiva y oxidasa negativa. Forma colonias blancas, húmedas y circulares. Crece bien en agar ISP2, YIM38, R2A, TSA y NA, pero no en LB. Temperatura de crecimiento entre 15-35 °C, óptima de 28 °C. Tiene un contenido de G+C de 71,3%. Se ha aislado del liquen Lepraria en la provincia de Yunnan, China.